# Bartolomeo Gradenigo (Doge)

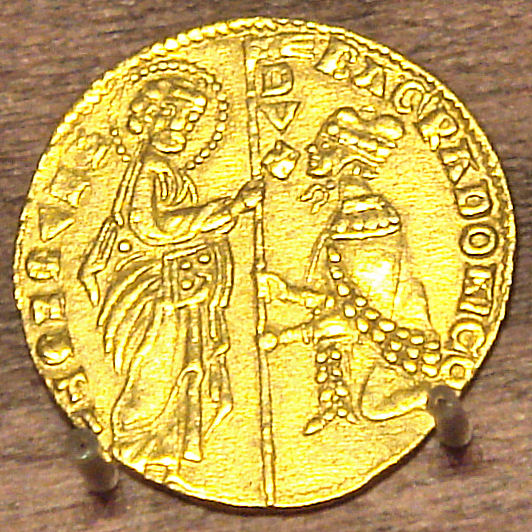
Golddukat mit dem Bild des „Ba^{.} Cradonico“

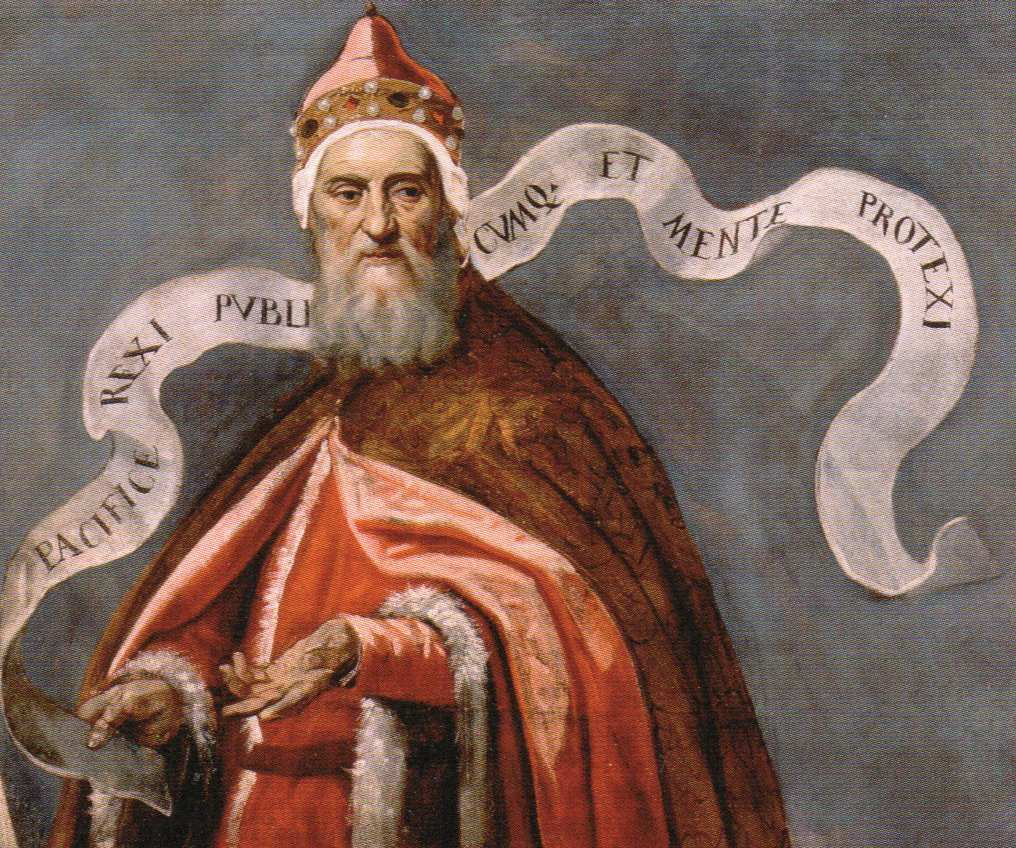
Domenico Tintoretto: Der Doge im Porträt im Dogenpalast, einer Darstellung des 16. Jahrhunderts; das Spruchband betont seine friedvolle Herrschaftszeit

Bartolomeo Gradenigo, venezianisch Bertuçi Gradonigo (* Januar oder Februar 1263 in Venedig; † 28. Dezember 1342 ebenda), war, folgt man der staatlich gesteuerten Geschichtsschreibung der Republik Venedig, ihr 53. Doge. Er regierte von seiner Wahl am 7. November 1339 bis zu seinem Tod nur wenig mehr als drei Jahre. 
Vor seiner Wahl zum Dogen war er mehrfach Podestà von Ragusa und von Capodistria, betätigte sich aber auch innenpolitisch in einer Reihe von Sondergremien und als Berater im engsten Machtzirkel. Seine Wahl erfolgte in enger Absprache mit anderen führenden Familien, darunter den Dandolo.
Seine Vetternwirtschaft und die Ausnutzung des Dogenamts durch seine Familie zu ihren ökonomischen Gunsten führten dazu, dass der Große Rat nach seinem Ableben beschloss, zukünftigen Dogen die Vergabe von Staatsposten an die eigenen Söhne, Brüder oder Neffen zu untersagen, ebenso wie insgesamt Handelsgeschäfte durch die Dogen und deren Frauen, die Dogaresse, in der Folge verboten waren.
Es gelang in seiner Amtszeit zwar, Finanzreformen durchzusetzen und einen Vertrag mit Byzanz abzuschließen, doch führten dortige Auseinandersetzungen, dazu ein Aufstand auf Kreta sowie eine katastrophale Überschwemmung zu wirtschaftlichen Schwierigkeiten. Trotz erheblicher Bemühungen – etwa durch den Bau von Weizenspeichern – gelang es ihm nicht, die Lebensmittelversorgung auch für die ärmeren Teile der Bevölkerung sicherzustellen. Daher war er im Volk am Ende verhasst.

## Familie
Der Name der Familie leitet sich womöglich von der Stadt Grado in der gleichnamigen Lagune ab, vielleicht der Herkunftsort der Familie, deren Name fast von Beginn an mit der Geschichte Venedigs verknüpft ist.

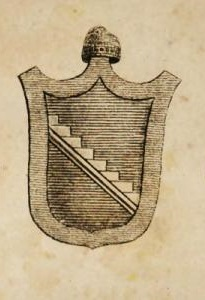
Wappen des Dogen

Aus der Familie Gradenigo sind drei Dogen hervorgegangen, neben Bartolomeo waren dies Pietro und Giovanni Gradenigo. Drei Frauen aus der Familie waren mit Dogen verheiratet, zwei trugen den Titel Dogaressa: Aluica Gradenigo, verheiratet mit Marino Falier und Regina Gradenigo, die mit Andrea Vendramin verheiratet war.
Bartolomeo Gradenigo war der Sohn des Herzogs von Candia (Kreta), Angelo di Bartolomeo (da San Lio), hatte aber den Namen eines Onkels mütterlicherseits angenommen. Angelo füllte diesen Posten auf der Insel von 1234 bis 1236 aus; in dieser Zeit ließ er einen jahrelangen Aufstand auf Kreta unterdrücken. Laut Barbaro hatte er einen weiteren Sohn, nämlich einen Bertucci, der mehrfach dem Consiglio dei pregadi, dem späteren Senat angehörte. 1338 ging er als Unterhändler an den Hof des Ubertino da Carrara, des Signore von Padua. Von möglichen Töchtern ist nichts sicheres überliefert.
Bartolomeo Gradenigo war (nach Franco Rossi, der sich auf Marco Barbaro und andere beruft) in erster Ehe mit einer Frau aus der Familie Cappello verheiratet, mit der er eine Reihe von Kindern hatte, in zweiter Ehe mit einer Maddalena, ‚fast sicher eine Contarini‘, und in dritter Ehe mit der älteren Schwester seines Nachfolgers im Amt, Andrea Dandolo. Von Maddalena ist ihr Testament vom 10. Februar 1373 erhalten, in dem sie die Errichtung eines Grabmals in der Frari-Kirche verfügte, für den Fall, dass sie nicht im Grabmal ihres Neffen (?) Giacomo Contarini beigesetzt werden könne. Daher gilt zumindest der Name der Dogaressa als gesichert. Bei den mindestens acht Söhnen ist die Frage, wer die jeweiligen Mütter waren, nicht zu beantworten, wahrscheinlich stammten sie aus der ersten Ehe (Rossi), Barbaro hielt sie allesamt für Kinder Maddalenas.
Über acht der Söhne ist mehr bekannt: Bertucci, der älteste Sohn, wurde 1328 Rettore von Chioggia, starb allerdings vor dem Vater. Giovanni durchlief mit großem Erfolg seinen cursus honorum in politischen, militärischen und diplomatischen Funktionen. Von Almorò oder Ermolao ist bekannt, dass er unter den 41 Elektoren bei der Wahl des Giovanni Dolfin war. Von Marco und Luca sind nur die Namen bekannt, während Pietro Conte von Traù im Jahr 1355 war und er an der Dogenwahl von 1361 teilnahm – wenn auch ohne Erfolg. Nicolò war 1348 Unterhändler am Hof Ludwigs von Ungarn und wurde mehrfach in Sonderkommissionen gewählt. Antonio schließlich war Conte von Arbe im selben Jahr 1348.

## Leben

### Podestà von Ragusa (mehrfach ab 1310) und Capodistria (1329), Aufstieg in höchste Gremien
Abgesehen von der Vita, die seinen Weg besonders positiv darstellt, ist über die Zeit vor seiner Wahl zum Dogen wenig bekannt. Als gesichert gilt, dass er als Podestà von Ragusa im Jahr 1310, dann erneut 1312 und 1313 und abermals 1320 gerufen wurde. 1329 war er am Nordende der Adria Podestà, nämlich von Capodistria.
In einer Reihe von Kommissionen des Senats saß er als eine Art Sachverständiger, als Sapiens, wobei er sich mit außen- wie innenpolitischen Fragen befasste. Er musste im Consiglio, der Versammlung des Dogen und des Kleinen Rates, später auch der Häupter des Senats, vortragen, hatte auch Gelegenheit bei Beschlüssen dieser höchsten Gremien mit abzustimmen.

### Teilnahme an Dogenwahlen (1311, 1312, 1329), Prokurator von San Marco (ab 1334)

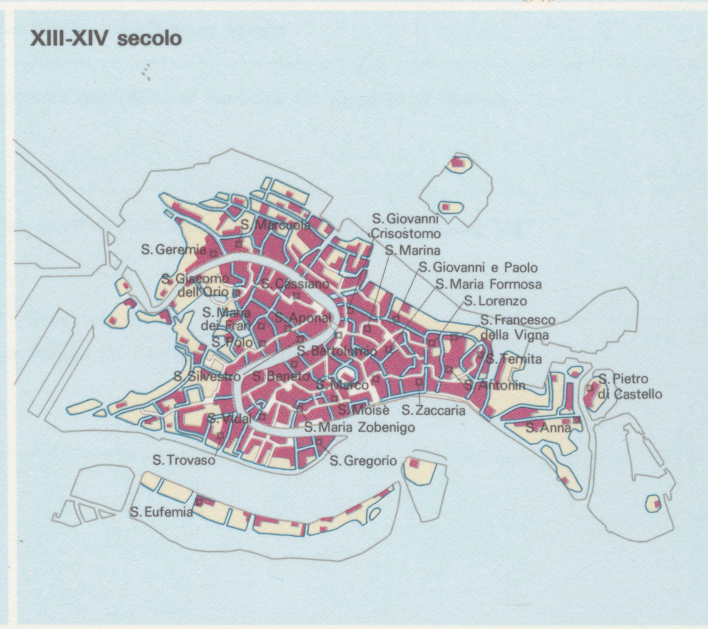
Karte der Inseln Venedigs im 13./14. Jahrhundert

Er nahm zwar an den, wie immer, mehrstufigen Dogenwahlen seiner drei Vorgänger teil, nämlich bei Marino Zorzi (1311), Giovanni Soranzo (1312) und Francesco Dandolo (1329), doch nie in der abschließenden Wahl durch die 41 Elektoren.
Nach dem Ableben des Nicolò Falier am 25. Februar 1334 gelangte er in die höchste Stellung nach dem Dogen, nämlich die eines Prokuratoren von San Marco (de citra), ein Amt, das sich schon mehrfach als Sprungbrett in das Amt des Dogen erwiesen hatte.

### Dogenamt

#### Wahl zum Dogen

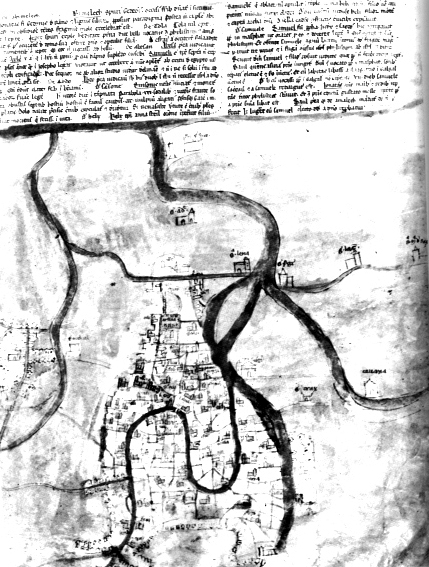
Paulino da Venezia (auch Paulino Minorita) (* um 1270; † 1344) fertigte den ältesten (erhaltenen) Plan Venedigs an

Nach dem Tod des Francesco Dandolo am 31. Oktober 1339 wurde Bartolomeo Gradenigo bei der entscheidenden Abstimmung am 7. November zum Dogen gewählt. Ausschlaggebend war dabei die generationenalte, informelle Allianz mit den Dandolo, mit denen die Gradenigo sich im Dogenamt abwechselten.
Um das Amt konkurrierten Marino Falier di Iacopo (Santi Apostoli) und die beiden Kandidaten der verbündeten Familien, nämlich Andrea di Fantino und Bartolomeo Gradenigo, der die ältere Schwester des Dandolo geheiratet hatte. Nur die Absprache zwischen diesen drei Familien ermöglichte die Wahl des Gradenigo mit 33 der 41 Stimmen. Andrea Dandolo galt mit seinen dreißig Jahren zwar als geeignet und hoch gebildet, aber noch als zu jung.
Als Gradenigo (angeblich) die Scala dei Giganti im Innenhof des Dogenpalasts erreichte, wurde ihm das höchste Amt zeremoniell übereignet, und er sei, nicht ohne Tränen der Zärtlichkeit, wie es in der Vita heißt, vom eigenen Sohn Ermolao gekrönt worden, dem jüngsten unter den Consiglieri, den Dogenberatern also.

#### Finanz- und Verwaltungsreformen (1339), Stadtausbau, Lebensmittelversorgung, Überschwemmung (1341)

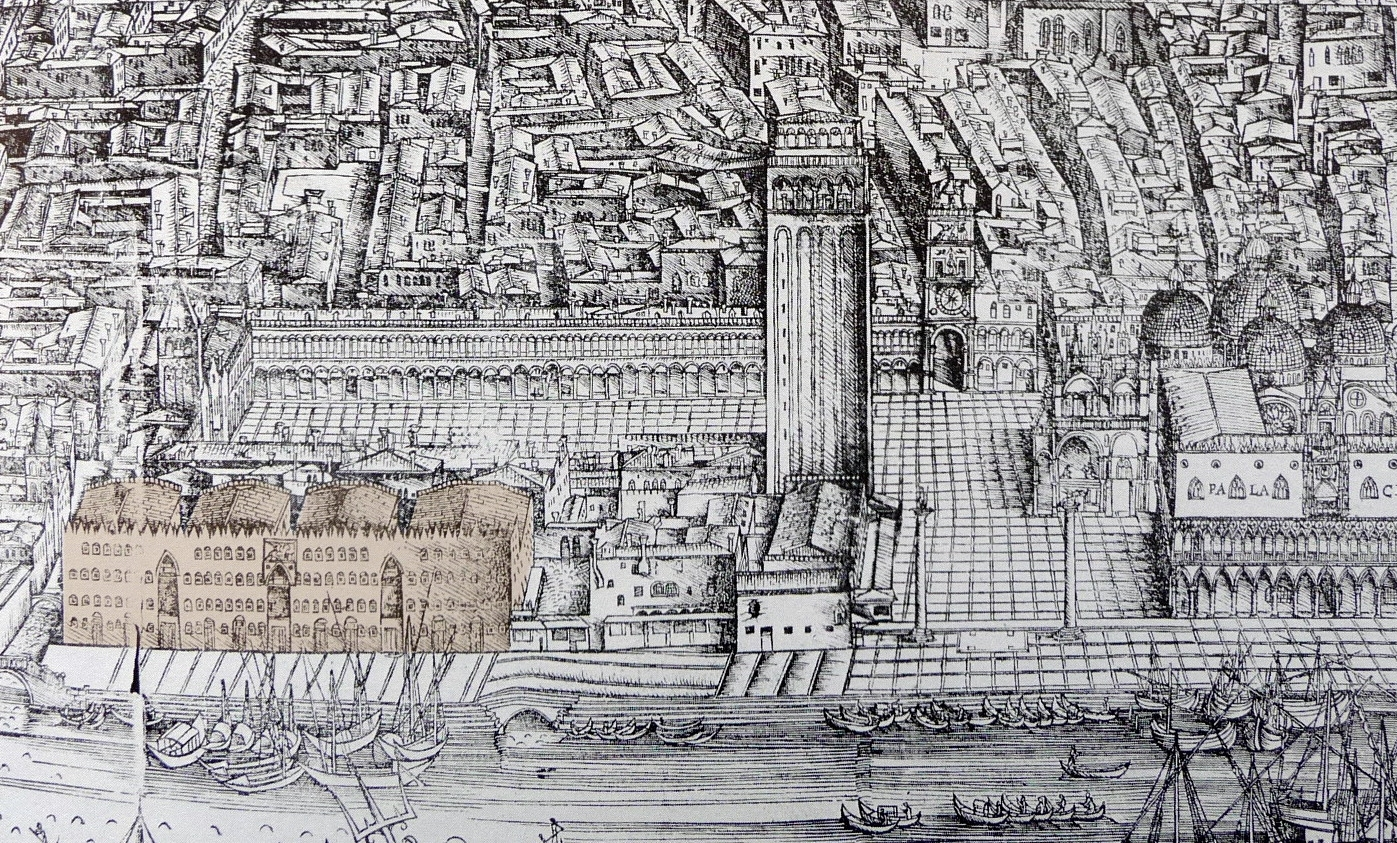
Die Weizenspeicher, die auf Veranlassung des Dogen in unmittelbarer Nähe des Markusplatzes mitten im Machtzentrum der Stadt errichtet wurden (Ausschnitt aus dem Plan des Jacopo de’ Barbari vom Ende des 15. Jahrhunderts).

Mit diesem Dogen ist eine relativ friedliche Phase der venezianischen Geschichte verbunden. Die kaiserliche Partei, die Ghibellinen, war in der Stadt offenbar durch den Rat der Zehn ausgeschaltet worden. Innenpolitisch gelang ihm die Stabilisierung der kriegs- und teuerungsbedingt strapazierten Staatsfinanzen. Die bis dahin der Rechtsprechung des Dogen unterstellten Städte in der Lagune, nämlich Pellestrina, Poveglia und Malamocco, wurden kaum zwei Monate nach seinem Amtsantritt je eigenen Rettori unterstellt. Auch betrieb er den Ausbau der Straße, die von Rialto zum Markusplatz durch die Mercerie führte, ebenso wie den des großen Weizenspeichers von Terranova. Dessen Errichtung hatte der Große Rat am 17. April 1341 beschlossen. Dort befanden sich bis dahin die Squeri, in denen die großen Galeeren gebaut worden waren. 
Am 28. Dezember 1340 wurde der Plan eines weitreichenden Umbaus des Dogenpalastes verabschiedet, durch den „Venice was portrayed as an everlasting beacon of justice in the turbulent waters of God’s creation“, wie es Daniel Savoy ausdrückte. Gradenigos Nachfolger Andrea Dandolo war für diesen Ausbau schon als Prokurator von San Marco von 1328 bis 1343 zuständig, danach als Doge. Damit brachte er eine neue Staatsauffassung zum Ausdruck, die sich weitgehend durchsetzte.
Am 25. Februar 1341 wurde Venedig von einer katastrophalen Überschwemmung heimgesucht, bei der vor allem viele Waren vernichtet wurden. Nach der Legende konnte die Stadt nur durch das Eingreifen ihrer drei Schutzpatrone, durch die Heiligen Markus, Nikolaus und Georg vor dem Untergang gerettet werden. Die drei Heiligen waren in das Boot eines Fischers gestiegen, hatten das tobende Meer besänftigt und sich dann von dem Fischer an ihren jeweiligen Sitz am Lido, auf San Giorgio Maggiore und am Markusplatz bringen lassen. Der letzte der Heiligen überreichte dem Fischer einen goldenen Ring mit dem Auftrag, ihn dem Dogen zu übergeben. Paris Bordone verewigte diese Szene der Ringübergabe in einem Gemälde.

#### Vertrag mit Byzanz (1342), Aufstand auf Kreta und Versorgungskrise in Venedig

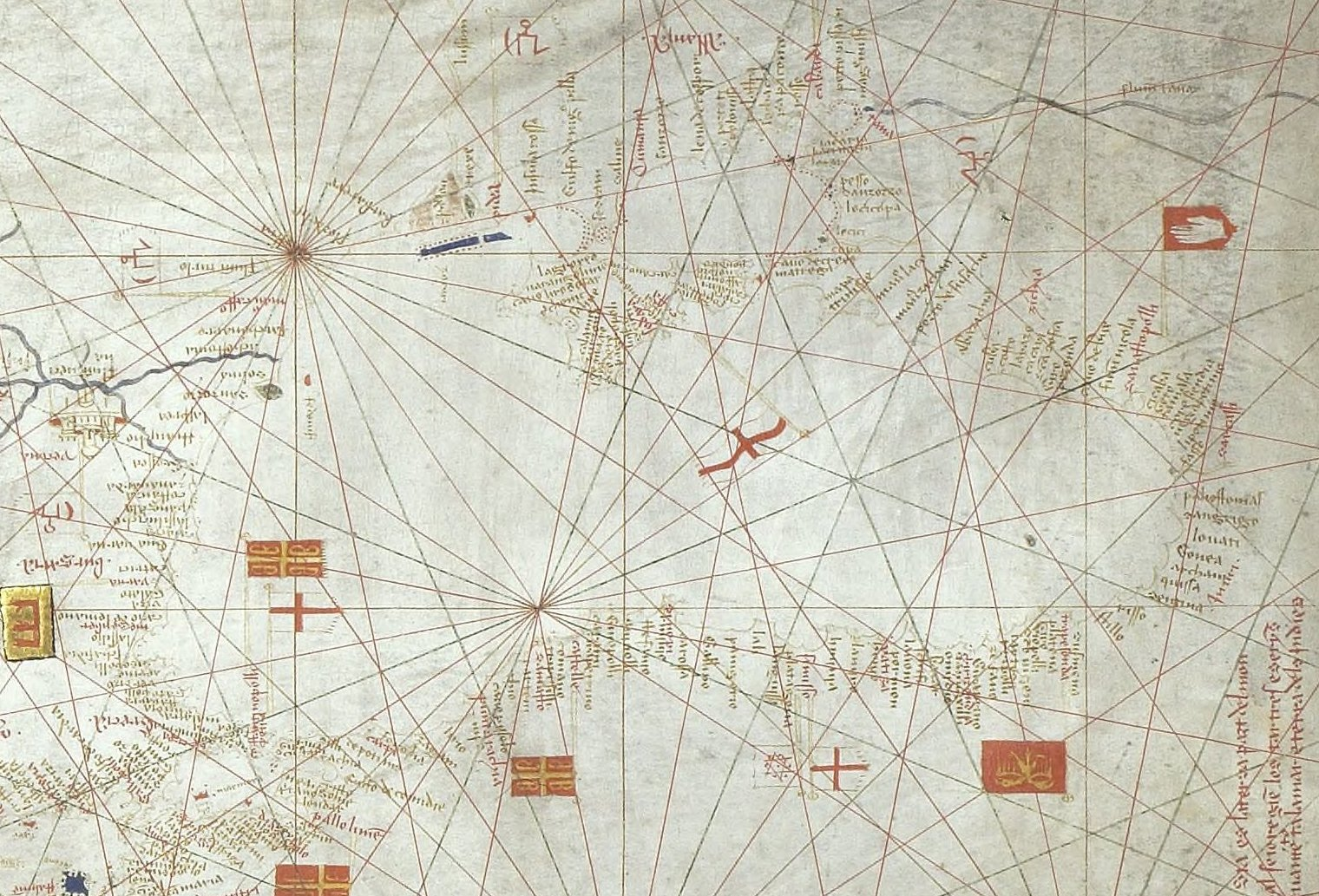
Das Schwarzmeergebiet in einer Portolankarte von Guillem Soler, zwischen 1365 und 1382, 65 × 102 cm, Bibliothèque nationale de France

1341 bahnte sich eine schwere Krise der Lebensmittelversorgung an. Dies hing damit zusammen, dass seit geraumer Zeit regelmäßig große Mengen des als qualitativ sehr hochwertigen und gut lagerfähigen Weizens von der Krim importiert wurden, die der byzantinische Kaiser mit einer Abgabe belasten ließ, dem commercium. Diese Abgabe war zwar in seinem Reich gängig, doch wurde sie nun auch auf Weizen aus Gebieten erhoben, die gar nicht zu seinem Reich gehörten – in diesem Falle dem Schwarzen Meer. Dies war möglich, weil alle Schiffe von dort den Bosporus passieren mussten. Der venezianische Bailò von Konstantinopel beschwerte sich darüber in mehreren Schreiben beim Senat. Dieser beauftragte Sapientes mit der Prüfung der Beschwerden. 
Am 25. März 1342 gelang es, den Vertrag mit dem neuen byzantinischen Kaiser Johannes V. zu verlängern, der den venezianischen Händlern überaus vorteilhafte Bedingungen bot, der aber auch Konfliktstoff barg, da sich Johannes vertraglich zur Zahlung von Wiedergutmachungsleistungen bereit erklärte. 1341 erinnerte Venedig daran, dass es dem Kaiser zudem einen großzügigen Kredit von 30.000 Dukaten gewährt hätte, doch unter Gradenigos Nachfolger entspann sich auch daraus wieder ein langwieriger Konflikt, denn der Kaiser weigerte sich, nicht nur Zinsen, sondern auch noch Zinseszinsen (prode prodis) auf diese Summe zu zahlen. 1345 versicherte man dem Kaiser, man wolle ihn nicht in Geldverlegenheiten bringen.
Im Jahr des Vertragsabschlusses kam es außerdem zu einem der zahlreichen Aufstände auf Kreta, so dass auch von dort nur noch eingeschränkt Getreide geliefert werden konnte. Die für den Handel so wichtige Insel, die von zahlreichen Venezianern seit 1211 besiedelt worden war, konnte nicht ohne weiteres gewaltsam unterdrückt werden. So verlegte sich die Serenissima auf die Suche nach einem Kompromiss. 
Obwohl der Doge mit seinen gewaltigen Speicherbauten Vorsorge getroffen hatte, um den Hunger trotz des Ausfalls der großen Insel sowie der Verteuerung des Krimweizens von Venedig fernzuhalten, gelang dies nur unzureichend. So verlor der Doge schließlich die Unterstützung durch die Bevölkerung. In der ältesten volkssprachlichen Chronik, der Cronica di Venexia detta di Enrico Dandolo heißt es: „unde non fu amado, ma odiado dal povolo“ (deshalb wurde er nicht vom Volk geliebt, sondern gehasst).

## Tod und Begräbnis im Markusdom, Bilder

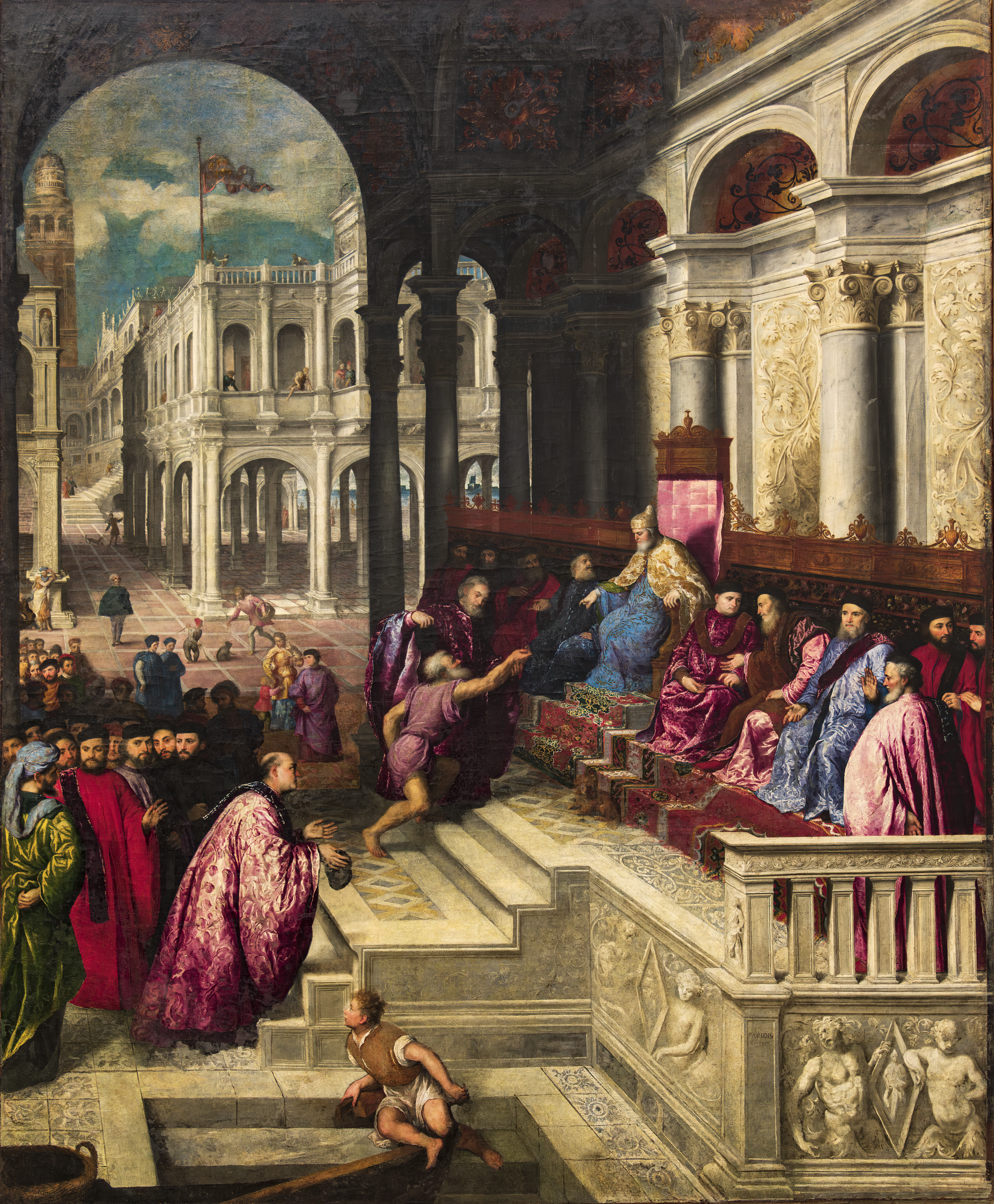
Gemälde von Paris Bordone aus dem Jahr 1534, das die legendäre Übergabe des Ringes an den Dogen zeigt; Öl auf Leinwand, 370 * 301 cm, Accademia, Venedig

Gradenigo starb mitten in dieser schweren Krise am 28. Dezember 1342 und wurde im Atrium von San Marco begraben. Sein gotischer Sarkophag befindet sich im Narthex der Markusbasilika unter einem Mosaik mit dem Urteil des Salomo. Die Vorderseite des Sarkophags zeigt eine Madonna mit Kind und die Heiligen Markus und Bartholomäus sowie eine winzige Figur des knienden Dogen.
- Antonio Gai (1686–1769): Büste des Dogen, Museo Correr zu Venedig[8]

### Rechtsetzende Quellen
- Staatsarchiv Venedig, Maggior Consiglio, Deliberazioni, Liber Spiritus (Kopie), f. 106r, 303r, 308v–309r.
- Georg Martin Thomas, Riccardo Predelli: Diplomatarium Veneto Levantinum sive acta et diplomata res Venetas Graecas atque Levantis illustrantia, Bd. I (1300–1350), Venedig 1880, n. 131, S. 255; n. 132, S. 257; n. 133 f., S. 259 f.; n. 140, S. 269; n. 171, S. 342.

### Genealogien
- Staatsarchiv Venedig, Misc. codd., I, St. veneta, reg. 20: Marco Barbaro, Antonio Maria Tasca: Arbori de’ patritii veneti, f. 49, 67, 82, 89–92, 95 (Fortsetzung der Famiglie nobile venete des Barbaro durch Tasca als Arbori dei patritii veneti ricoppiati con aggiunte di Antonio Maria Fosca, 7 Bde., reg. 17–23).
  - Misc. codd., I, St. veneta, reg. 26: Girolamo Priuli: Genealogie famiglie nobili, III, f. 2709.
- Biblioteca Marciana, Ms It. Cl. VII 15–18 (8304–8307): Girolamo Alessandro Cappellari Vivaro: Campidoglio veneto, II, f. 581–583.

### Erzählende Quellen
- Staatsarchiv Venedig: Misc. codd., I, St. veneta, 56: Cronaca veneta dall’anno 1280 all’anno 1413 attribuita a Daniele Barbaro, f. 66r–67v.[9]
  - Misc. codici, I serie, 46: Cronaca dei procuratori di S. Marco, f. 34r.
  - Misc. codici, I serie, 74: P.[ietro] Gradenigo, Memorie istorico-cronologiche spettanti ad ambasciatori della Serenissima Repubblica di Venezia spediti a vari principi, f. 339r (vgl. Maria Pia Pedani: Elenco degli inviati diplomatici veneziani presso i sovrani ottomani, in: EJOS, V (2002), No. 4, 1–54 (online, PDF)).
  - Misc. codd., III, Codici Soranzo, 21: Historia veneta scritta da Gio. Giacomo Caroldo… in forma di cronica dalla fondazione di Venetia sino l’anno 1361, f. 284r–v, 286r–288r.
- Ester Pastorello (Hrsg.): Andreae Danduli ducis Venetiarum Chronica brevis (=Rerum Italicarum Scriptores XII,1), Nicola Zanichelli, Bologna 1938–1958, S. 372 f.
- Roberto Pesce (Hrsg.): Cronica di Venexia detta di Enrico Dandolo. Origini - 1362, Centro di Studi Medievali e Rinascimentali «Emmanuele Antonio Cicogna», Venedig 2010, S. 120 f.
- Bibliothek des Civico Museo Correr, Codd. Cicogna, 2329: Storia delle famiglie venete persistenti con le particolarità degli uomini illustri che figurano nella Repubblica, f. 35r–36r.
  - Codd. Cicogna, 3782: Francesco Priuli, Li pretiosi frutti del Maggior Consiglio, II, f. 103r–v.
- Biblioteca Marciana, Ms It. Cl. VII, 192 (= 8230): Vita del doge Bartolammeo Gradenigo scritta dal n.h. ser Piero Gradenigo qm Giacomo, passim.

- Marin Sanuto. Vitae ducum Venetorum, in: Lodovico Antonio Muratori, Rerum Italicarum Scriptores, XXII, Mailand 1733, Sp. 606 f., 609 f.
- Lorenzo De Monacis: Chronicon de rebus Venetis ab U.C. ad annum MCCCLIV, hgg. v. Flaminio Corner, Venedig 1758, S. 157, 307 f.
- Roberto Cessi, Fanny Bennato (Hrsg.): Venetiarum historia vulgo Petro Iustiniano Iustiniani filio adiudacata, Venedig 1964, S. 223–225.
- Francesco Verdizzotti: De' fatti veneti dall'origine della Repubblica sino all'anno M.D.IIII, Bd. I, Venedig 1674, S. 166, 242 f.
- Fulgenzio Manfredi: Dignità procuratoria di S. Marco di Venezia, Venedig 1602, S. 50.
- Francesco Sansovino: Venetia città nobilissima et singolare, Descritta in XIIII. libri, Venedig 1581, S. 64, 95, 488, 568, 571.